# Piper platyphyllum
Piper platyphyllum är en pepparväxtart som beskrevs av C. Dc.. Piper platyphyllum ingår i släktet Piper och familjen pepparväxter. Inga underarter finns listade i Catalogue of Life.